# Пол Гилфојл
Пол Винсент Гилфојл (енгл. Paul Vincent Guilfoyle; рођен 28. априла 1949. у Бостону) је амерички филмски и ТВ глумац. Најпознатији је по улози капетана Џима Браса у серији  Место злочина: Лас Вегас.
Најпознатије његове улоге су у филмовима Три мушкарца и беба (1987), Вол стрит (1987), Полицајац са Беверли Хилса 2 (1988), Змија и дуга (1988), Коначна анализа (1992), Госпођа Даутфајер (1993), Мала Одеса (1994), Уцена (1996), Стриптиз (1996), Председнички авион (1997), Поверљиво из Л. А. (1997), Амистад (1997), Преговарач (1998), Под лупом (2015), Не гледај горе (2021) и многим другим.